# John Pius Boland
John Mary Pius Boland (Dublín, 6 de septiembre de 1870 - Londres, 17 de marzo de 1958) fue un político nacionalista irlandés, miembro del parlamento en la Cámara de los Comunes del Reino Unido y miembro del Partido irlandés por South Kerry entre 1900 y 1918.
Fue además el primer campeón olímpico de tenis de la historia moderna, al ganar las medallas de oro tanto en individuales como en dobles en los Juegos Olímpicos de Atenas de 1896
Boland estudió derecho en Dublín, Birmingham y en la Universidad de Oxford. Además estudió en Bonn, Alemania, donde fue miembro de la fraternidad Bavaria Bonn.
Boland visitó a su amigo Thrasyvoalos Manaos en Atenas durante la celebración de los Juegos. Manaos, miembro del comité organizador le inscribió en el torneo de tenis. Boland ganó el torneo individual venciendo al alemán Friedrich Traun en la primera ronda, a Evangelos Rallis de Grecia en la segunda, a Konstantinos Paspatis también de Grecia en la semifinal y a Dionysios Kasdaglis de Egipto en la final.
Boland participó también en el torneo de dobles haciendo pareja con Traun. Juntos ganaron el torneo, venciendo a las parejas formadas por Aristidis y Konstantinos Akratopoulos y por Demetrios Petrokokkinos y Dionysios Kasdaglis.